# Букисцихе
Букисцихе (груз. ბუკისციხე) — село в Грузии, на территории Чохатаурского муниципалитета края (мхаре) Гурия.

## География
Село находится в западной части Грузии, на правом берегу реки Супсы, на расстоянии приблизительно 3 километров (по прямой) к востоко-юго-востоку от посёлка городского типа Чохатаури, административного центра муниципалитета. Абсолютная высота — 226 метров над уровнем моря.

## Население
По результатам официальной переписи населения 2014 года, в Букисцихе проживал 341 человек (161 мужчина и 180 женщин). В национальной структуре населения грузины составляли 99,4 %, русские — 0,6 %.
| Год  | Население, человек |
| ---- | ------------------ |
| 2002 | 466                |
| 2014 | ↘ 341              |